# Prowincja Catanzaro
Prowincja Catanzaro (wł. Provincia di Catanzaro) – prowincja we Włoszech.
Nadrzędną jednostką podziału administracyjnego jest region (tu: Kalabria), a podrzędną jest gmina.
Liczba gmin w prowincji: 80.